# ジュリアス・カリウキ
ジュリアス・カリウキ（Julius Kariuki、1961年6月12日 - ）はケニアの陸上競技選手、ソウルオリンピック男子3000mSC金メダリスト。
カリウキは中央州ニャフルル（現在はリフトバレー州）に生まれた。陸上競技の開始時期は遅く、23歳のロサンゼルスオリンピックで国際大会のデビューを飾った。この時は3000mSCに出場して7位に入っている。この翌年も3000mSCで活躍を遂げ、アフリカ陸上競技選手権大会にて優勝、続いてIAAFワールドカップを僅差で制した。
カリウキがソウルオリンピックに出場した際、彼に対する大方の反応はケニア代表3番手の選手というものであった。しかし予想は裏切られる。決勝でのカリウキはするどいスタートダッシュを決めた後、同じケニア代表のピーター・コエチとともにスパートをかけた。さらにはコエチらも置き去りにして走り続け、ゴール前数メートルになるとペースを落としたものの優勝を果たした。8分05秒51の優勝記録はヘンリー・ロノの世界記録8分05秒40にわずかに届かなかったが、この年の世界ランキング1位に輝いている。
1989年、カリウキはユニバーシアード10000mを制し、IAAFワールドカップ3000mSCで連覇を飾った。1990年のコモンウェルスゲームズ3000mSCを楽勝した後、1991年の世界陸上競技選手権大会では4位となった。カリウキはこの大会後も数年にわたり3000mSCの世界的な選手であり続けたが、新たな選手の台頭に阻まれ、ケニア代表としての出場は1991年世界陸上競技選手権大会が最後となった。

## 記録
- 5000m - 13分39秒80（2004年）
- 2000mSC - 5分14秒43（1990年）、世界記録
- 3000mSC - 8分05秒51（1988年）